# Schrijnwerkersstraat
De Schrijnwerkersstraat is een straat in het historische centrum van Brugge.

## Etymologie
De Schrijnwerkersstraat wordt in 1508 vermeld in de volgende context: gheconsenteert Christine, Olivier Lauereyns weduwe scrinewerckers, te moghen belastene up haer huus, staende in 't Scrinewerckerstraetkin tusschen den Genthove ende der noortzyde van der Reye. Volgens Karel Verschelde was het duidelijk dat zich in deze steeg een schrijnwerkersatelier bevond dat zijn naam aan de straat had gegeven. Albert Schouteet sloot zich daar bij aan, hoewel hij meende dat de aanwezigheid van zo'n atelier in een straat met die naam toevallig kon zijn en de oorsprong ook kon liggen bij de familienaam De Scrinewerckere, die in de late middeleeuwen in Brugge werd aangetroffen.